# العلاقات التشيلية الليبية
العلاقات التشيلية الليبية هي العلاقات الثنائية التي تجمع بين تشيلي وليبيا.

## مقارنة بين البلدين
هذه مقارنة عامة ومرجعية للدولتين:
| وجه المقارنة                                              | تشيلي                         | ليبيا                                       |
| --------------------------------------------------------- | ----------------------------- | ------------------------------------------- |
| المساحة (كم2)                                             | 756.10 ألف                    | 1.76 مليون                                  |
| عدد السكان (نسمة)                                         | 17.37 مليون                   | 6.37 مليون                                  |
| الكثافة السكانية (ن./كم²)                                 | 22.97                         | 3.62                                        |
| العاصمة                                                   | سانتياغو                      | طرابلس                                      |
| اللغة الرسمية                                             | اللغة الإسبانية               | اللغة العربية، اللغة العربية الفصحى الحديثة |
| العملة                                                    | بيزو تشيلي، وحدة حساب تشيلية ‏ | دينار ليبي                                  |
| الناتج المحلي الإجمالي (بليون دولار)                      | 277.08 مليار                  | 50.98 مليار                                 |
| الناتج المحلي الإجمالي (تعادل القوة الشرائية) بليون دولار | 419.39 مليار                  | 69.32 مليار                                 |
| الناتج المحلي الإجمالي الاسمي للفرد دولار أمريكي          | 13.42 ألف                     |                                             |
| الناتج المحلي الإجمالي للفرد دولار أمريكي                 | 22.07 ألف                     | 15.60 ألف                                   |
| مؤشر التنمية البشرية                                      | 0.832                         | 0.724                                       |
| رمز المكالمات الدولي                                      | +56                           | +218                                        |
| رمز الإنترنت                                              | .cl                           | .ly                                         |
| المنطقة الزمنية                                           | 00، 00، 00، 00                | ت ع م+02:00، توقيت شرق أوروبا               |

## منظمات دولية مشتركة
يشترك البلدان في عضوية مجموعة من المنظمات الدولية، منها:
| علم المنظمة | اسم المنظمة                        | تاريخ انضمام تشيلي | تاريخ انضمام ليبيا |
| ----------- | ---------------------------------- | ------------------ | ------------------ |
|             | مؤسسة التنمية الدولية              | 30 ديسمبر 1960     | 1 أغسطس 1961       |
|             | يونسكو                             | 7 يوليو 1953       | 27 يونيو 1953      |
|             | وكالة ضمان الاستثمار متعدد الأطراف | 12 أبريل 1988      | 5 أبريل 1993       |
|             | الأمم المتحدة                      | 24 أكتوبر 1945     | 14 ديسمبر 1955     |
|             | الاتحاد البريدي العالمي            | ?                  | ?                  |
|             | البنك الدولي للإنشاء والتعمير      | 31 ديسمبر 1945     | 17 سبتمبر 1958     |
|             | الاتحاد الدولي للاتصالات           | 1908               | 3 فبراير 1953      |
|             | منظمة حظر الأسلحة الكيميائية       | ?                  | ?                  |
|             | مؤسسة التمويل الدولية              | 15 أبريل 1957      | 18 سبتمبر 1958     |
|             | منظمة الشرطة الجنائية الدولية      | ?                  | ?                  |

## وصلات خارجية
- موقع وزارة الخارجية التشيلية
- موقع وزارة الخارجية الليبية